# James Washington
Pour les articles homonymes, voir Washington.
Ne doit pas être confondu avec James Washington (wide receiver) (en), né en 1996.
(en) Statistiques sur pro-football-reference
James Washington (né le 10 janvier 1965 à Los Angeles) est un joueur de football américain qui évoluait en tant que safety dans la National Football League (NFL).
Après avoir joué au niveau universitaire pour l'équipe des Bruins de l'Université de Californie à Los Angeles, il fait ses débuts professionnels en 1988 avec l'équipe de sa ville natale, les Rams de Los Angeles. Après deux saisons chez les Rams, il rejoint les Cowboys de Dallas et aide l'équipe à remporter deux titres consécutifs du Super Bowl. Il se démarque lors du Super Bowl XXVIII face aux Bills de Buffalo par plusieurs actions, avec notamment un touchdown marqué après avoir récupéré un ballon échappé par le joueur adverse Thurman Thomas. Il joue cinq saisons avec les Cowboys, puis sa dernière saison avec les Redskins de Washington en 1995.